# حسين شاه
حسين شاه (مواليد 14 أغسطس 1964) هو ملاكم باكستاني، مثّل بلاده في الألعاب الأولمبية الصيفية 1988.

## روابط خارجية
حسين شاه على موقع بوكس ريك (الإنجليزية) (registration required)
- حسين شاه على موقع أوليمبيديا (الإنجليزية)